# IC 4669
IC 4669 — галактика типу SBb (компактна витягнута галактика) у сузір'ї Дракон.
Цей об'єкт міститься в оригінальній редакції індексного каталогу.